# Olga Luz Espinosa Morales
Olga Luz Espinosa Morales (9 de junio de 1976) es una política mexicana, miembro del Partido de la Revolución Democrática (PRD). Ha sido en dos ocasiones diputada federal y en una diputada al Congreso de Chiapas.

## Biografía
Es licenciada en Derecho egresada de la Universidad Autónoma de Chiapas, y cuenta con maestrías en Administración de la Educación,y en Ciencias Penales, esta última por el Instituto de Ciencias de Chiapas. Ha ejercido como docente en varias instituciones, entre las que están el Instituto de Estudios Superiores de Chiapas.
Miembro del PRD, partido del que ha sido congresista y consejera nacional. Ha desempeñado los cargos de oficial secretaría, tanto en la Procuraduría General de la República, como en la Procuraduría General de Justicia de Chiapas, institución de la que también fue agente del ministerio público, procuradora regional de la Familia y Adopciones del Sistema Estatal para el Desarrollo Integral de la Familia (DIF) de Chiapas, y directora general del Colegio de Estudios Científicos y Tecnológicos del estado.

### Carrera legislativa
En 2009 fue elegida, por la vía de la representación proporcional, diputada federal a la LXI Legislatura que debía concluir en 2012. Sin embargo, solicitó licencia definitiva al cargo a partir del día 3 de septiembre, es decir, al segundo día de su ejercicio constitucional. De aprobarse su licencia hubiera sido llamado al cargo su suplente, Carlos Enrique Esquinca Cancino. 
La licencia de Olga Luz Espinosa fue presentada junto con las de otras diez diputadas propietarias en la misma fecha y que tenían como coincidencia que todas tenían suplentes varones; este hecho fue interpretado por la mesa directiva de la Cámara de Diputados y por un sector importante de la opinión pública como una estrategia política para que cumpliendo con la denominada cuota de género que reservaba un determinado número de posiciones para mujeres, esta una vez electas se retiraran del cargo dejando su lugar a sus suplentes del sexo masculino y por lo tanto resolvió detener la concesión de las licencias. Estas diputadas, entre las que estaba Olga Luz Espinosa, fueron denominadas por la opinión pública como las diputadas «juanitas», por el hecho de ser postuladas y electas para un cargo con la intención de cederlo a otra persona, como en el caso de Rafael Acosta Ángeles «Juanito» y Clara Brugada en la elección de Iztapalapa.
Al no serle autorizada la licencia, tanto Olga Luz Espinosa Morales optó por no asistir a las sesiones, y luego tanto ella como su suplente Carlos Enrique Esquinca, recurrieron a juicios ante el Tribunal Electoral del Poder Judicial de la Federación para defender su derecho a dejar el cargo y asumirlo, respectivamente, y que finalmente les dio la razón, sin embargo el 13 de enero de 2010 el pleno de la Cámara rechazó nuevamente otorgarle licencia, y ante el escándalo público, Olga Luz Espinosa resolvió permanecer el cargo el resto de la legislatura; con excepción de un mes entre el 1 de mayo y el 1 de junio de 2012 en que no fue llamado su suplente a sustituirla.
En la legislatura fue secretaria de las comisiones Especial de Ganadería; de Justicia; y, de Transportes; así como integrante de las de Especial para la Familia; de Presupuesto y Cuenta Pública; de Salud; Especial de Vigilancia y Seguimiento de la Industria Azucarera; de Fomento Cooperativo y Economía Social; y, de Atención a Grupos Vulnerables.
De 2018 a 2021 fue diputada a la LXVII Legislatura del Congreso del Estado de Chiapas por representación proporcional, y en 2021 fue elegida por segunda ocasión diputada federal, a la LXV Legislatura que deberá concluir en 2024 y en que la que es secretaria de la Mesa Directiva, y fue secretaria de las comisiones de Educación; y, de Igualdad de Género; e integrante de las de Ciencia, Tecnología e Innovación; y de comité de Ética.